# Wina
Wina – określony w przepisach prawnych stosunek psychiczny sprawcy do czynu (nieodzowny składnik każdego przestępstwa). Pojęcie to wiąże się z zagadnieniem wolności człowieka: wina jest to nieusprawiedliwiona wadliwość procesu decyzyjnego sprawcy, polegająca na wolnym wyborze zachowania sprzecznego z obowiązującą w danym społeczeństwie normą postępowania.
W polskim prawie karnym wina została, na mocy Kodeksu karnego z 1997 roku, wyraźnie oddzielona od strony podmiotowej czynu zabronionego (umyślności i nieumyślności). Prawo cywilne wyróżnia winę umyślną oraz wynikające z niedbalstwa przekroczenie zakazu nieczynienia drugiemu szkody.
Wina umożliwia zarzucenie sprawcy wadliwości ukształtowania woli, czyli możliwość postawienia mu zarzutu, że w czasie swego bezprawnego, karalnego i karygodnego czynu nie dostosował się do zabraniającej danego zachowana normy prawnej (personalna zarzucalność popełnionego czynu).

## Teorie winy
- Teoria psychologiczna winy – ujmuje winę ontologicznie, jako stosunek psychiczny sprawcy do realizacji czynu zabronionego; istotne jest, czy sprawca chciał popełnić przestępstwo oraz czy godził się na to, dzięki czemu (naganny stosunek psychiczny) można przypisać mu winę.
- Teoria normatywna winy – wprowadza pojęcie zarzucalności i koncentruje się na możliwości postawienia sprawcy pewnego zarzutu; jeżeli sprawca narusza obowiązujące przepisy (kryteria zarzucalności określone są w kodeksie karnym), to można przypisać mu winę.
- Teoria kompleksowa (teoria normatywna w ujęciu kompleksowym) – bierze pod uwagę zarówno stosunek psychiczny jak i element zarzucalności naruszenia przepisów karnych; jest powszechnie przyjmowana przez aktualną doktrynę prawa karnego.
- Teoria funkcjonalna – podchodzi do winy z punktu widzenia jej celu. Celem winy ma być osiągnięcie prewencyjnego działania kary. Winę przypisuje się sprawcy, gdy zasłużył na karę. Teoria reprezentowana między innymi przez Clausa Roxina i Guntera Jakobsa.

## Wina w polskim Kodeksie karnym z 1997

### Definicja
Obecnie obowiązujący polski Kodeks karny z 1997 nie definiuje pojęcia winy. Ustawodawca w uzasadnieniu projektu stwierdził, że nie jest powołany do  przecięcia sporów doktrynalnych i pozostawił pojęcie winy do zdefiniowania doktrynie.
Według niektórych, kodeks karny oparty jest na czystej teorii normatywnej – wina to zarzucalność popełnienia czynu zabronionego. Wina jest odrębną w strukturze przestępstwa kwestią od znamion strony podmiotowej, czyli umyślności i nieumyślności (Andrzej Zoll), a pojęcia winy umyślnej i winy nieumyślnej są obarczone na gruncie przyjmowanej teorii błędem przesunięcia kategorialnego, pomieszaniem płaszczyzny faktycznej (umyślność, nieumyślność) z normatywną (wina).
Jest to tylko jedno z wielu stanowisk odnośnie do tej kwestii, szeroko reprezentowany jest również pogląd o zastosowaniu psychologicznej teorii winy, co jednak wykluczono w uzasadnieniu do obecnie obowiązującego kodeksu.

### Okoliczności wyłączające winę
- Ogólna klauzula zawinienia – art. 1 § 3 k.k.
- Nieletniość sprawcy – art. 10 k.k.
- Przekroczenie granic obrony koniecznej – 25 § 3 k.k.[3]
- Stan wyższej konieczności – art. 26 § 2 k.k.
- Usprawiedliwiony błąd co do okoliczności wyłączających bezprawność albo winę – art. 29 k.k.
- Nierozpoznawalność bezprawności czynu – art. 30 k.k.
- Niepoczytalność sprawcy – art. 31 § 1 k.k.

### Spory doktrynalne
W wielu wypadkach oskarżyciel musi udowodnić przed sądem winę zabarwioną celem (dolus coloratus). Przykładami są art. 278 § 1, 281, 282, 286, 289 § 1 Kodeksu karnego. Cel postępowania sprawcy jest w takich sytuacjach elementem podstawowym rozpatrywanym przez sąd. Ma to znaczenie dla kwalifikacji czynu, a w konsekwencji dla wymiaru kary.
Zgodnie z przeciwnym poglądem cel zachowania się sprawcy decyduje o zamiarze bezpośrednim (przestępstwa kierunkowe) i nie ma to niczego wspólnego z kwestią winy (czysta teoria normatywna).